# ولاد البلد (فلم)
ولاد البلد فيلم مصري إنتاج عام 2010، بطولة سعد الصغير ودينا. وتاريخ عرضه يوافق عشية عيد الفطر لسنة 1431 هـ.

## القصة
تدور أحداث الفيلم حول مجموعة من الشباب، يعيشون في منطقة شعبية ويعانون من الفقر والبطالة، وبعد سلسلة من الأحداث يقررون السفر إلى الخارج هرباً من حياتهم البائسة وفي النهاية يدركون قيمة مصر فيعودون مرة أخرى إلى وطنهم.

## طاقم التمثيل
- سعد الصغير
- دينا
- محمد لطفي
- علاء مرسي
- سليمان عيد
- إنجي وجدان
- أحمد راتب
- رامي غيط
- فتوح أحمد
- شمس
- أمينة
- عصام كاريكا

## روابط خارجية
- مقالات تستعمل روابط فنية بلا صلة مع ويكي بيانات